# Nyíregyháza

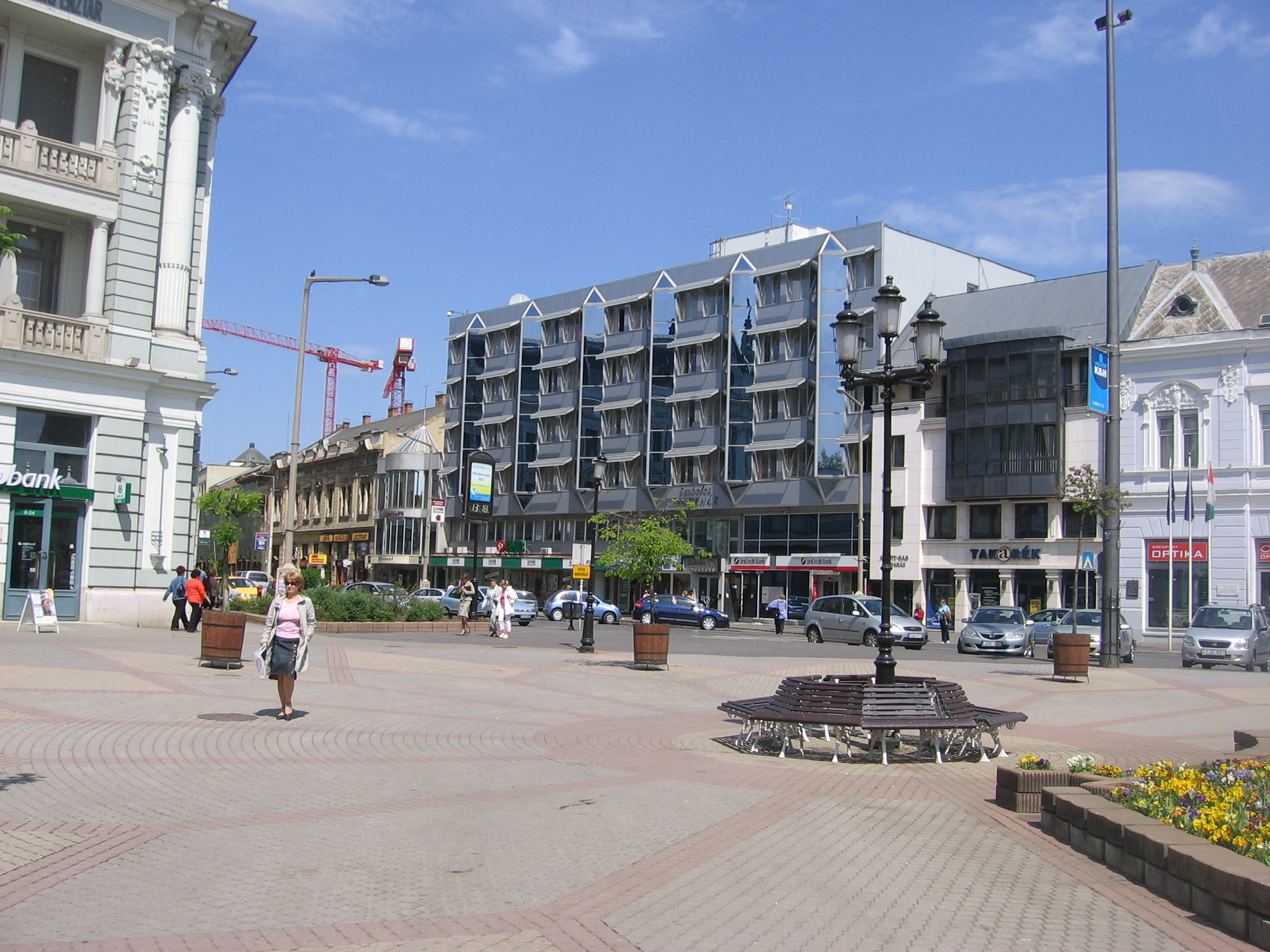
Centre de la ciutat

Nyíregyháza (en romanès Mestecăneşti) és una ciutat situada al nord-est d'Hongria i és la capital de la província de Szabolcs-Szatmár-Bereg. És una de les ciutats més importants del nord d'Hongria, ja que té una població de 117.000 habitants. Està situada a la part nord de la Gran Plana (província de Szabolcs-Szatmár-Bereg, província de Hajdú-Bihar i província de Jász-Nagykun-Szolnok).